# Unități de măsură vechi
Unități de măsură antice  au fost în:

## Mesopotamia
Unități de măsură pentru lungime (cu aproximație):
- grăunța de orz = 0,31 cm
- 1 deget = 1,85 cm
- 1 picior = 26,46 cm (In Sumeria)
- kù (Sumeria), ammatu (Accadia) = 484 mm
- Še = 30 m
- Stadiu = 148,5 m
- NER = 300 m
- Parasang =  5,6 km
- BERU = 10,5 km

Unități de măsură pentru suprafață (cu aproximație):
- Še = ammatu² = 0,25 m²
- Gin =  3 Se = 0,75 m²
- Sar =  60 Gin = 45 m²
- Gan =  1800 Sar = 8100 m²
- iku = 100 sar = ca. 120 × 120 cubit²

Unități de măsură pentru volum (cu aproximație):
- log 	=	0,54 l
- homer  =	720 log =	388,8 l

Unități de măsură pentru masă și valoare (cu aproximație):
- šiklûm (sau Gin und Sekel, Shekal, Shekel) = 180 se ca. 8,36 g
- manûm (sau Ma.na și Mine) =  	60 Siklûm = ca. 501,6 g
- biltûm (sau Gún și Talant) = 60 Mina = ca. 30 kg
- Pim =  7,18…8,13 g

Unități de măsură pentru timp (cu aproximație):
- Anul = 360 zile (în Sumeria din secolul 21 î.e.n)
- Săptămâna = 7 zile; a 7-a zi era liberă (în Babilon)
- Ziua = 12 ore (de la răsăritul la apusul soarelui)

## Grecia Antică
Unitățile de măsură sunt comparate cu sistemul anglo-saxon și metric
Unități de măsură pentru lungime mică (cu aproximație):
- daktylos -	δάκτυλος - 19.3 mm (0.76 in) -	deget
- kondylos -	κόνδυλος -	2 daktyloi -	38.5 mm (1.52 in)
- palaistē sau dōron -	παλαιστή, δῶρον -	4 daktyloi -	77.1 mm (3.04 in) 	palmă
- dichas sau hēmipodion -	διχάς, ἡμιπόδιον -	8 daktyloi 	154.1 mm (6.07 in) -	1/2 picior
- lichas -	λιχάς -	10 daktyloi -	192.6 mm (7.58 in)
- orthodōron -	ὀρθόδωρον -	11 daktyloi -	211.9 mm (8.34 in)
- spithamē -	σπιθαμή 	-12 daktyloi- 	231.2 mm (9.10 in) -	palma cu degetele intinse
- pous -	ποῦς -	16 daktyloi -	308.2 mm (12.13 in) -	picior
- pygmē -	πυγμή 	- 18 daktyloi -	346.8 mm (13.65 in)
- pygōn - 	πυγών -	20 daktyloi -	385.3 mm (15.17 in)
- pēchys -	πῆχυς -	24 daktyloi -	462.3 mm (18.20 in) -	cubit

Unități de măsură pentru lungime (cu aproximație):
- pous -	ποῦς 	-	0.308 m (1.01 ft) -	picior
- haploun bēma -	ἁπλοῦν βῆμα -	2.5 podes -	0.77 m (2.5 ft) - 1 pas
- bēma, diploun bēma - 	βῆμα, διπλοῦν βῆμα -	5 podes 	1.54 m (5.1 ft) -	doi pași
- orgyia  - ὀργυιά -	6 podes -	1.85 m (6.1 ft)
- kalamos, akaina or dekapous -	κάλαμος, ἄκαινα, δεκάπους -	10 podes - 3.08 m (10.1 ft)
- hamma - ἅμμα  - 60 podes -	18.5 m (20.2 yd)
- plethron -	πλέθρον -	100 podes -	30.8 m (33.7 yd)
- stadion (pl: stadia) -	στάδιον - 	600 podes -	184.9 m (202.2 yd) -	aproximativ 1/10 din mila modernă
- diaulos -	δίαυλος -	2 stadia -	369.9 m (404.5 yd)
- hippikon -	ἱππικόν -	4 stadia -	739.7 m (808.9 yd)
- milion -	μίλιον -	8 stadia -	1,479 m (1,617 yd) - mila romană
- dolichos - 	δόλιχος -	12 stadia -	2,219 m (1.379 mi)
- parasanges, sau league - 	παρασάγγες -	30 stadia 	5,548 m (3.447 mi) -	preluat din Imperiul Persan
- schoinos -	σχοινός -	40 stadia -	7,397 m (4.596 mi) -	preluat din Egiptul Antic
- stage -	160 stadia -	29,800 m (32,600 yd

Unități de măsură pentru suprafață (cu aproximație):
- pous -	ποῦς 	-	0.095 m2  -	picior la pătrat
- hexapodēs -	ἑξαπόδης -	36 podes -	3.42 m2
- akaina -	ἄκαινα -	100 podes -	9.50 m2
- hēmiektos -	ἡμίεκτος 	8331⁄3 podes -	79.2 m2
- hektos -	ἕκτος -	16662⁄3 podes -	158.3 m2  - a șasea parte din plethron
- aroura -	ἄρουρα - 2500 podes -	237.5 m2
- plethron -	πλέθρον 	- 10000 podes -	950 m2

Unități de măsură pentru volum (cu aproximație):
Grecii foloseau aceste unități de măsură pentru lichide ca și pentru cereale.
- kochliarion -	κοχλιάριον -	4.5 ml 	- 1 polonic
- xēmē -	χήμη -	2 kochliaria -	9.1 ml
- mustron -	μύστρον - 21⁄2 kochliaria - 11.4 ml
- konchē -	κόγχη - 5 kochliaria -	22.7 ml
- kyathos -	κύαθος -	10 kochliaria -	45.5 ml
- oxybathon -	᾿οξυβαθον -	11⁄2 kyathoi -	68.2 ml
- tetarton, hēmikotylē -	τέταρτον, ἡμικοτύλη -	3 kyathoi -	136.4 ml
- kotylē, trublion sau hēmina -	κοτύλη, τρύβλιον, ἡμίνα -	6 kyathoi -	272.8 ml
- xestēs -	ξέστης -	12 kyathoi -	545.5 ml  - la romani: sextarius
- keramion -	κεράμιον -	8 choes	- 26.2 l   - la romani: amphora
- metrētēs -	μετρητής 	- 12 choes -	39.3 l  -	amphora

Unități de măsură pentru masă și valoare (cu aproximație):
- obol sau obolus -	ὀβολός 	-	0.72g (in Atica) - 1.05g
- drachma -	δραχμή -	6 obols -	4.31g -	6.3g
- mina -	μνᾶ -	100 drachmae -	431g -	630g
- talant -	τάλαντον -	60 minae -	25.86 kg -	37.8 kg

Numărul cea mai mare la greci fiind: myriades - μυριάδες =	10.000 
Unități de măsură pentru timp (cu aproximație):
Anul calendaristic la greci antici avea 12 luni, pentru măsurarea timpului foloseau clepsidra. Ca evenimente importante erau olimpiadele, care erau folosite și ca repere de timp.
Lunile din calendarul grec, raportate la calendarul gregorian:
- Hecatombaeon -	Ἑκατομβαιών -	iunie-iulie
- Metageitnion -	Μεταγειτνιών -	iulie-august
- Boedromion -	Βοηδρομιών -	august-septembrie
- Pyanepsion -	Πυανεψιών -	septembrie-octombrie
- Maemacterion -	Μαιμακτηριών -	octombrie-noiembrie
- Poseideon -	Ποσειδεών -	noiembrie-decembrie
- Gamelion -	Γαμηλιών -	decembrie-ianuarie
- Anthesterion -	Ἀνθεστηριών -	ianuarie-februarie
- Elaphebolion -	Ἐλαφηβολιών -	februarie-martie
- Munychion -	Μουνυχιών -	martie–aprilie
- Thargelion -	Θαργηλιών -	aprilie–mai
- Scirophorion -	Σκιροφοριών -	mai-iunie